# چیزی خوبه که پایانش خوبه ۲۰۱۰
چیزی خوبه که پایانش خوبه ۲۰۱۰ (بهانگلیسی: All's Well، Ends Well 2010) عنوان پنجمین قسمت از سری فیلم‌های چیزی خوبه که پایانش خوبه است که در فصول تعطیلات چین منتشر شد. به کارگردانی ریموند وانگ پاک-مینگ و هرمان یائو می‌باشد. این اثر در تاریخ ۱۱ فوریه ۲۰۱۰ در سینماهای هنگ کنگ اکران شد.

## بازیگران
- لوئیس کو به عنوان کینگ
- ساندرا نگ به عنوان یاو
- رونالد چنگ به عنوان ژنرال بال
- ریموند وانگ پاک-مینگ به عنوان میلیون ون ، پدر یینگ
- آنجلابیبی به عنوان شاهزاده خانم مروارید گل گلند
- لین هونگ به عنوان یینگ
- لی هونگ کام به عنوان مادر ملکه
- کریستال قلع به عنوان ملکه
- لام سوئت
- پان یوئمینگ
- ها چون چو
- لام چی-چونگ
- ویلفرد لائو[۱] [۲]